# Expulsión de los italianos de Libia en 1970
La expulsión de los italianos de Libia se produjo el 21 de julio de 1970, cuando el Consejo de Mando de la Revolución (CCR) dictó una ley especial para «recuperar las riquezas robadas al pueblo libio por los opresores italianos», como afirmó Muamar el Gadafi en un discurso unos días después.

## Contexto histórico
El 1 de septiembre de 1969, mientras el rey Idrís de Libia se encontraba en Turquía para recibir tratamiento médico, fue depuesto en la Revolución del 1 de septiembre liderada un grupo de oficiales del ejército libio bajo el liderazgo del capitán Muamar el Gadafi. Se abolió el Reino de Libia y se proclamó la República Árabe Libia. El golpe se adelantó a la abdicación de Idris y a la sucesión de su heredero, el príncipe heredero Hasan as-Senussi, al día siguiente.
Durante los meses siguientes, la política libia hacia los extranjeros cambió drásticamente. El consejo revolucionario aprobó una nueva constitución, que describía a Libia como árabe, libre y democrática. En nombre del nacionalismo árabe, el nuevo gobierno nacionalizó la mayoría de las explotaciones petroleras y las posesiones italianas, clausurando a su vez las bases militares estadounidenses y británicas.

## Antecedentes
El genocidio libio, también conocido en Libia como Shar, fue el genocidio de los árabes libios y la destrucción sistemática de la cultura libia, particularmente durante y después de la Segunda Guerra Ítalo-Senussi entre 1929 y 1934. Durante este período, entre 83.000 y 125.000 libios fueron asesinados por las autoridades coloniales italianas bajo Benito Mussolini. Cerca del 50% de la población de Cirenaica fue asesinada, y la mayoría en campos de concentración, lo que resultó en una disminución de la población de 225.000 a 142.000 civiles. En total, se estima que las muertes de libios durante todo el período colonial italiano fueron mucho mayores: las estimaciones sitúan el número entre 250.000 y 300.000, 500.000 y hasta 750.000.
Este período estuvo marcado por una brutal campaña caracterizada por importantes crímenes de guerra italianos generalizados, incluyendo limpieza étnica, asesinatos en masa, desplazamientos forzados, marchas de la muerte forzadas, colonialismo de colonos, uso de armas químicas, uso de campos de concentración, ejecuciones en masa de civiles y negarse a tomar prisioneros de guerra y, en cambio, ejecutar a los combatientes que se rendían. La población indígena, en particular las tribus nómadas beduinas, enfrentó violencia y represión extremas en un intento de sofocar la resistencia senusi al dominio colonial. El ejército italiano mató a la mitad de la población beduina de Libia entre 1928 y 1932.
El genocidio se basó en un plan colonial racista y fascista para asentar a los campesinos italianos pobres en Libia y aplastar la resistencia de los sanusíes, liderada por Omar al-Mukhtar. Unos 110.000 civiles libios fueron obligados a marchar desde sus hogares hacia el duro desierto libio y luego fueron internados en campos de concentración italianos en Libia. Entre 60.000 y 70.000 habitantes, en su mayoría rurales, entre ellos mujeres y niños, y sus 600.000 animales murieron de enfermedades y de hambre. Rochat estima que entre el 90 y el 95% de las ovejas, cabras y caballos, y posiblemente el 80% del ganado vacuno y camellos, murieron en 1934. El aniquilamiento de animales a un pueblo seminómada condenó a la población a la hambruna.
Las noticias sobre el genocidio fueron fuertemente suprimidas por la Italia fascista y la evidencia fue destruida en gran medida, lo que hizo que los archivos restantes en los campos de concentración italianos en Libia fueran difíciles de encontrar incluso después del fin del régimen fascista en Italia en 1945. El único campo del que se tiene registro de prisioneros es el campo de Swani al-Tariya. Sin embargo, las fosas comunes todavía dan testimonio del genocidio. La historia que los libios registraron en su historia oral árabe ha permanecido oculta e inexplorada de manera sistemática. Como resultado, la colonización italiana y las atrocidades en Etiopía están mejor estudiadas y son más conocidas que los casos libios. No fue hasta 2008 que Italia se disculpó por el asesinato, la destrucción y la represión del pueblo libio durante su colonización de Libia, y afirmó que se trataba de un «reconocimiento completo y moral del daño infligido a Libia por Italia durante la era colonial».

## Expulsión de los italianos
El 21 de julio de 1970, el consejo revolucionario promulgó una ley especial para «recuperar las riquezas robadas al pueblo libio por los opresores italianos» (como afirmó Gadafi en un discurso unos días después). Con esta ley, los italianos (incluidos los residentes) en Libia debían abandonar el país antes del 7 de octubre de 1970. El 7 de octubre se celebró el Día de la venganza, convirtiéndose en una fiesta nacional libia. Unos 20 000 italianos fueron expulsados del país.
La Revolución del 1 de septiembre de Muamar el Gadafi (influenciado por el nacionalismo árabe de Gamal Abdel Nasser) fue impulsado por la convicción de que los extranjeros todavía estaban explotando Libia, y Gadafi hizo de su desalojo un sello distintivo de su programa. A finales de 1970 se confiscaron todas las propiedades extranjeras y casi todos los italianos habían abandonado el país. Gadafi abolió oficialmente las celebraciones en 2004, tras la firma de un tratado entre Libia e Italia. En 2009 invitó a los italianos expulsados, así como a sus descendientes, a regresar a Libia.

## Día de la venganza
El Día de la venganza (en árabe: يوم الانتقام‎, Yūm al-Intiqāmi) fue una festividad libia que celebraba la expulsión de los italianos del suelo libio en 1970. Fue cancelado en 2004 después de que Silvio Berlusconi se disculpara por la colonización italiana en Libia, pero se reintrodujo al año siguiente.    Más tarde, pasó a llamarse Día de la Amistad debido a la mejora de las relaciones entre Italia y Libia.  